# UAE Team Emirates-XRG/Saison 2025
Diese Liste beschreibt die Mannschaft und die Siege des Radsportteams UAE Team Emirates-XRG in der Saison 2025.

## Mannschaft
| Teamkader 2025          | Teamkader 2025     | Teamkader 2025         | Teamkader 2025                     |
| Name                    | Geburtsdatum       | Land                   | Vorheriges Team                    |
| ----------------------- | ------------------ | ---------------------- | ---------------------------------- |
| João Almeida            | 5. August 1998     | Portugal               | Deceuninck-Quick Step (2021)       |
| Igor Arrieta            | 8. Dezember 2002   | Spanien                | Equipo Kern Pharma (2023)          |
| Juan Ayuso              | 16. September 2002 | Spanien                | Colpack-Ballan (2021)              |
| Filippo Baroncini       | 26. August 2000    | Italien                | Lidl-Trek (2023)                   |
| Mikkel Bjerg            | 3. November 1998   | Dänemark               | Hagens Berman Axeon (2019)         |
| Jan Christen            | 26. Juni 2004      | Schweiz                | Hagens Berman Axeon (2023)         |
| Alessandro Covi         | 28. September 1998 | Italien                | Colpack (2019)                     |
| Isaac Del Toro          | 27. November 2003  | Mexiko                 | A.R. Monex Pro Cycling Team (2023) |
| Felix Großschartner     | 23. Dezember 1993  | Österreich             | Bora-Hansgrohe (2022)              |
| Rune Herregodts         | 27. Juli 1998      | Belgien                | Intermarché-Wanty (2024)           |
| Vegard Stake Laengen    | 7. Februar 1989    | Norwegen               | IAM Cycling (2016)                 |
| Rafał Majka             | 12. September 1989 | Polen                  | Bora-Hansgrohe (2020)              |
| Brandon McNulty         | 2. April 1998      | Vereinigte Staaten     | Rally UHC Cycling (2019)           |
| Sebastián Molano        | 4. November 1994   | Kolumbien              | Manzana Postobón (2018)            |
| António Morgado         | 28. Januar 2004    | Portugal               | Hagens Berman Axeon (2023)         |
| Jhonatan Narváez        | 4. März 1997       | Ecuador                | Ineos Grenadiers (2024)            |
| Domen Novak             | 12. Juli 1995      | Slowenien              | Bahrain Victorious (2022)          |
| Ivo Oliveira            | 5. September 1996  | Portugal               | Hagens Berman Axeon (2018)         |
| Rui Oliveira            | 5. September 1996  | Portugal               | Hagens Berman Axeon (2018)         |
| Tadej Pogačar           | 21. September 1998 | Slowenien              | Ljubljana Gusto Xaurum (2018)      |
| Nils Politt             | 6. März 1994       | Deutschland            | Bora-Hansgrohe (2023)              |
| Pavel Sivakov           | 11. Juli 1997      | Frankreich             | Ineos Grenadiers (2023)            |
| Marc Soler              | 22. November 1993  | Spanien                | Movistar Team (2021)               |
| Pablo Torres            | 10. November 2005  | Spanien                | UAE Team Emirates Gen Z (2024)     |
| Florian Vermeersch      | 12. März 1999      | Belgien                | Lotto Dstny (2024)                 |
| Jay Vine                | 16. November 1995  | Australien             | Alpecin-Deceuninck (2022)          |
| Tim Wellens             | 10. Mai 1991       | Belgien                | Lotto-Soudal (2022)                |
| Adam Yates              | 7. August 1992     | Vereinigtes Königreich | Ineos Grenadiers (2022)            |
| Julius Johansen         | 13. September 1999 | Dänemark               | Sabgal-Anicolor (2024)             |
|                         |                    |                        |                                    |
| Quelle: ProCyclingStats |                    |                        |                                    |

## Siege
| Siege    | Siege                                                     | Siege                        | Siege  | Siege            | Siege |
| Datum    | Rennen                                                    | Staat                        | Klasse | Sieger           |       |
| -------- | --------------------------------------------------------- | ---------------------------- | ------ | ---------------- | ----- |
| 25. Jan. | Tour Down Under, 5. Etappe                                | Australien                   | 2.UWT  | Jhonatan Narváez |       |
| 25. Jan. | Gran Premio Castellón                                     | Spanien                      | 1.1    | António Morgado  |       |
| 26. Jan. | Tour Down Under, Gesamtwertung                            | Australien                   | 2.UWT  | Jhonatan Narváez |       |
| 29. Jan. | Trofeo Calvià                                             | Spanien                      | 1.1    | Jan Christen     |       |
| 2. Feb.  | Ecuadorianische Meisterschaften, Straßenrennen der Männer | Ecuador                      | CN     | Jhonatan Narváez |       |
| 12. Feb. | Tour of Oman, Gesamtwertung                               | Oman                         | 2.Pro  | Adam Yates       |       |
| 16. Feb. | Figueira Champions Classic                                | Portugal                     | 1.Pro  | António Morgado  |       |
| 19. Feb. | UAE Tour, 3. Etappe                                       | Vereinigte Arabische Emirate | 2.UWT  | Tadej Pogačar    |       |
| 20. Feb. | Algarve-Rundfahrt, 2. Etappe                              | Portugal                     | 2.Pro  | Jan Christen     |       |
| 23. Feb. | Andalusien-Rundfahrt, Gesamtwertung                       | Spanien                      | 2.Pro  | Pavel Sivakov    |       |
| 23. Feb. | UAE Tour, Gesamtwertung                                   | Vereinigte Arabische Emirate | 2.UWT  | Tadej Pogačar    |       |
| 23. Feb. | UAE Tour, 7. Etappe                                       | Vereinigte Arabische Emirate | 2.UWT  | Tadej Pogačar    |       |
| 2. Mär.  | La Drôme Classic                                          | Frankreich                   | 1.Pro  | Juan Ayuso       |       |
| 5. Mär.  | Trofeo Laigueglia                                         | Italien                      | 1.Pro  | Juan Ayuso       |       |
| 8. Mär.  | Strade Bianche                                            | Italien                      | 1.UWT  | Tadej Pogačar    |       |
| 12. Mär. | Paris–Nizza, 4. Etappe                                    | Frankreich                   | 2.UWT  | João Almeida     |       |
| 15. Mär. | Tirreno–Adriatico, 6. Etappe                              | Italien                      | 2.UWT  | Juan Ayuso       |       |
| 16. Mär. | Tirreno–Adriatico, Gesamtwertung                          | Italien                      | 2.UWT  | Juan Ayuso       |       |
| 19. Mär. | Mailand–Turin                                             | Italien                      | 1.Pro  | Isaac Del Toro   |       |

## UCI-Weltranglisten-Platzierungen
| UCI-Ranking | UCI-Ranking | UCI-Ranking | UCI-Ranking |
| Fahrer      | Fahrer      | Land        | Punkte      |
| ----------- | ----------- | ----------- | ----------- |